# Thailand Open (tennis)
Thailand Open var en tennisturnering som spelades årligen i Bangkok, Thailand mellan 2003 - 2013. Den var en del av 250 Series på ATP-touren och spelades utomhus på hardcourt. Turneringen flyttades 2014 till Shenzhen i Kina och går under namnet Shenzhen Open.
Mellan 2005 och 2007, arrangerades en Tier III-turnering på WTA-touren, PTT Bangkok Open, i samma region, innan den slutade spelas. 
Roger Federer är den enda som har vunnit turneringen mer än en gång, 2004 och 2005, medan Andy Ram och Jonathan Erlich är det enda dubbelparet som har vunnit turneringen mer än en gång, 2003 och 2006.

## Resultat

### Singel
| År   | Mästare                | Finalist            | Resultat      |
| ---- | ---------------------- | ------------------- | ------------- |
| 2013 | Milos Raonic           | Tomáš Berdych       | 7–6(7–4), 6–3 |
| 2012 | Richard Gasquet        | Gilles Simon        | 6–2, 6–1      |
| 2011 | Andy Murray            | Donald Young        | 6–2, 6-0      |
| 2010 | Guillermo García-López | Jarkko Nieminen     | 6–4, 3-6, 6-4 |
| 2009 | Gilles Simon           | Viktor Troicki      | 7–5, 6–3      |
| 2008 | Jo-Wilfried Tsonga     | Novak Đoković       | 7–6(4), 6–4   |
| 2007 | Dmitrij Tursunov       | Benjamin Becker     | 6–2, 6–1      |
| 2006 | James Blake            | Ivan Ljubicic       | 6–3, 6–1      |
| 2005 | Roger Federer          | Andy Murray         | 6–3, 7–5      |
| 2004 | Roger Federer          | Andy Roddick        | 6–4, 6–0      |
| 2003 | Taylor Dent            | Juan Carlos Ferrero | 6–3, 7–6(5)   |

### Dubbel
| År   | Mästare                               | Finalister                           | Resultat         |
| ---- | ------------------------------------- | ------------------------------------ | ---------------- |
| 2013 | Jamie Murray John Peers               | Tomasz Bednarek Johan Brunström      | 6-3, 3-6, [10-6] |
| 2012 | Lu Yen-hsun Danai Udomchoke           | Eric Butorac Paul Hanley             | 6–3, 6–4         |
| 2011 | Oliver Marach Aisam-ul-Haq Qureshi    | Michael Kohlmann Alexander Waske     | 7–6(4), 7–6(5)   |
| 2010 | Christopher Kas Viktor Troicki        | Jonathan Erlich Jürgen Melzer        | 6–4, 6–4         |
| 2009 | Eric Butorac Rajeev Ram               | Guillermo García-López Mischa Zverev | 7–6, 6–3         |
| 2008 | Lukas Dlouhy Leander Paes             | Scott Lipsky David Martin            | 6–4, 7–6(4)      |
| 2007 | Sonchat Ratiwatana Sanchai Ratiwatana | Michael Llodra Nicolas Mahut         | 3–6, 7–5, 10–7   |
| 2006 | Jonathan Erlich Andy Ram              | Andy Murray Jamie Murray             | 6–2, 2–6, 10–4   |
| 2005 | Paul Hanley Leander Paes              | Jonathan Erlich Andy Ram             | 6–7(5), 6–1, 6–2 |
| 2004 | Justin Gimelstob Graydon Oliver       | Yves Allegro Roger Federer           | 5–7, 6–4, 6–4    |
| 2003 | Jonathan Erlich Andy Ram              | Andrew Kratzmann Jarkko Nieminen     | 6–3, 7–6(4)      |